# Mitterberg-Sankt Martin
Mitterberg-Sankt Martin ist seit Jahresbeginn 2015 eine Gemeinde im Bereich der Expositur Gröbming, Bezirk Liezen in der Steiermark (Gerichtsbezirk Schladming).

## Geografie

### Gemeindegliederung
Die Gemeinde Mitterberg-Sankt Martin entstand mit der steiermärkischen Gemeindestrukturreform aus den mit Ende 2014 aufgelösten Gemeinden Mitterberg und Sankt Martin am Grimming.
Das Gemeindegebiet umfasste bis Ende März 2021 folgende neun Ortschaften:
- Diemlern samt Espang und Oberstuttern
- Gersdorf samt Besenbichl, Kaindorf und Zirting
- Mitterberg samt Berg, Dorf, Eberl, Matzling, Ratting und Steg
- Oberlengdorf
- Salza samt Krottendorf
- Sankt Martin am Grimming
- Strimitzen samt Niedergstatt
- Tipschern samt Prenten
- Unterlengdorf samt Neuhäusl und Kranzbach

Der Gemeinderat hat am 22. Juli 2020 die Neubildung der Ortschaften beschlossen, dies wurde mit Wirkung vom 1. April 2021 von der Steiermärkischen Landesregierung genehmigt. Es sind dies jetzt 23 Ortschaften (in Klammern Einwohnerzahl Stand 1. Jänner 2025):
- Berg (36)
- Diemlern (36)
- Dorf (37)
- Espang (42)
- Gersdorf (157)
- Gstatt (12)
- Kaindorf (311)
- Kranzbach (35)
- Krottendorf (62)
- Matzling (171)
- Mitterberg (191)
- Niedergstatt (11)
- Oberlengdorf (133)
- Oberstuttern (32)
- Prenten (3)
- Ratting (41)
- Salza (83)
- Sankt Martin am Grimming (235)
- Strimitzen (24)
- Steg (11)
- Tipschern (183)
- Unterlengdorf (54)
- Zirting (75)

Die Gemeinde besteht aus vier Katastralgemeinden (Fläche Stand 31. Dezember 2023):

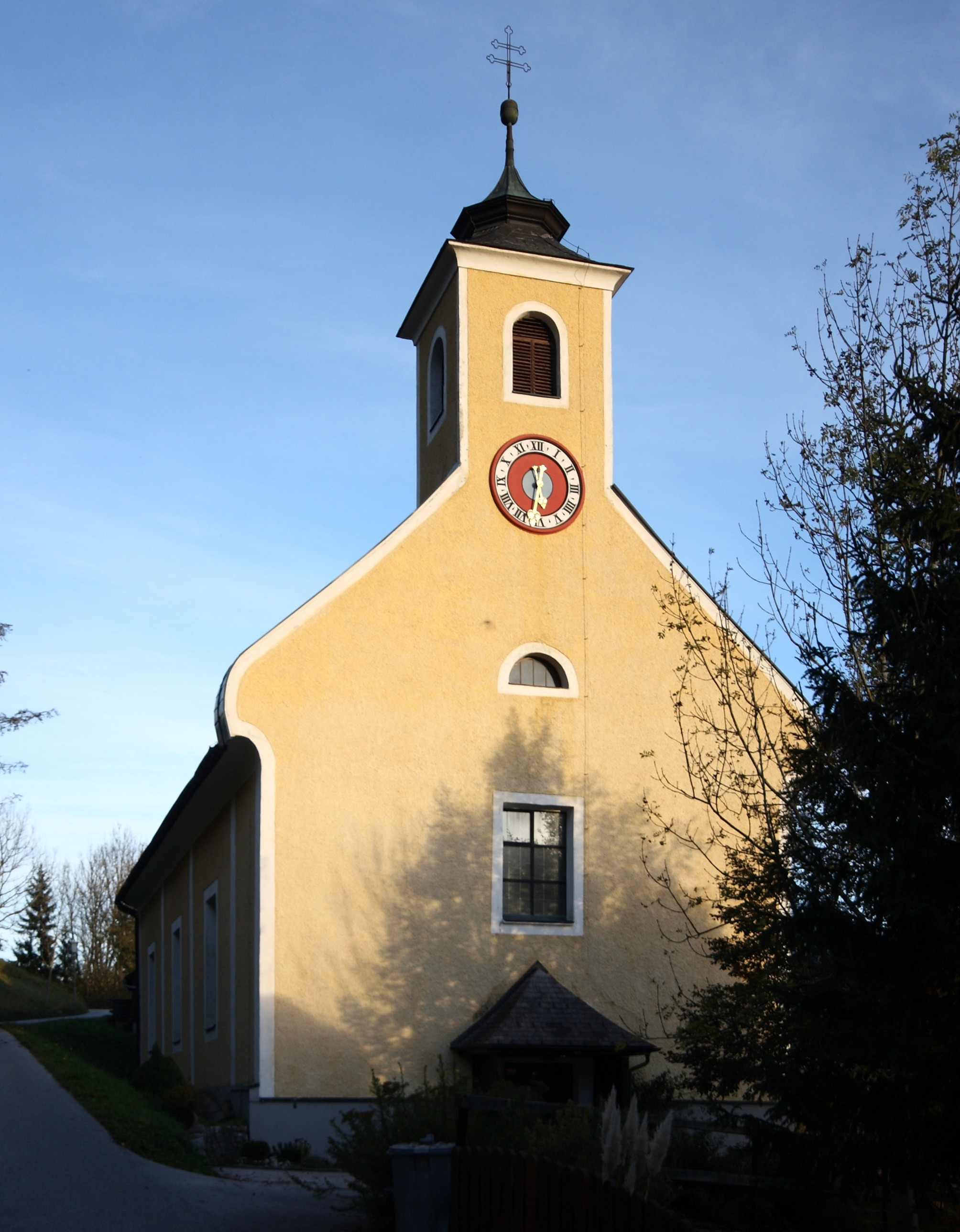
Pfarrkirche St. Martin am Grimming

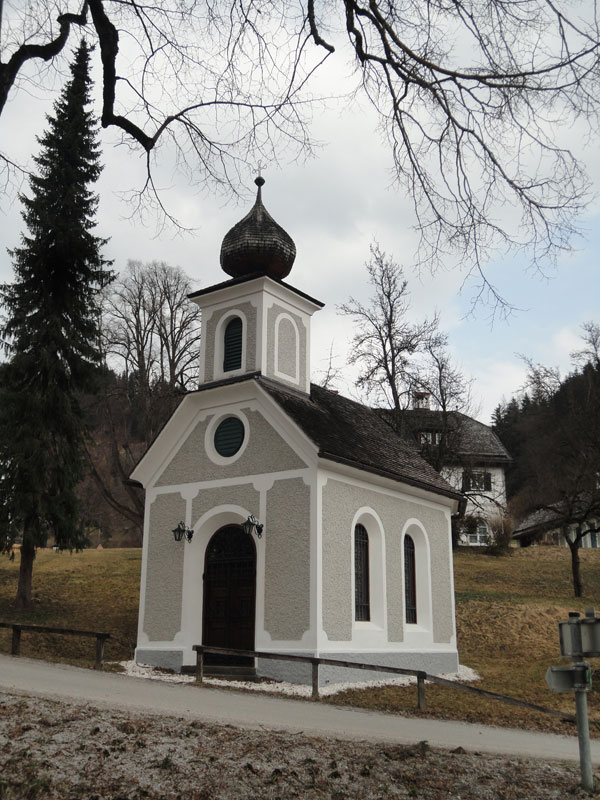
Kapelle in Gstatt

- Diemlern (918,41 ha)
- Lengdorf (1.479,01 ha)
- Mitterberg (1.730,8 ha)
- St. Martin (1.365,11 ha)

### Nachbargemeinden
Alle sechs Nachbargemeinden liegen im Bezirk Liezen.
|          | Bad Mitterndorf                             |                        |
| Gröbming | Kompassrose, die auf Nachbargemeinden zeigt | Stainach-Pürgg         |
| Sölk     | Öblarn                                      | Irdning-Donnersbachtal |

## Kultur und Sehenswürdigkeiten

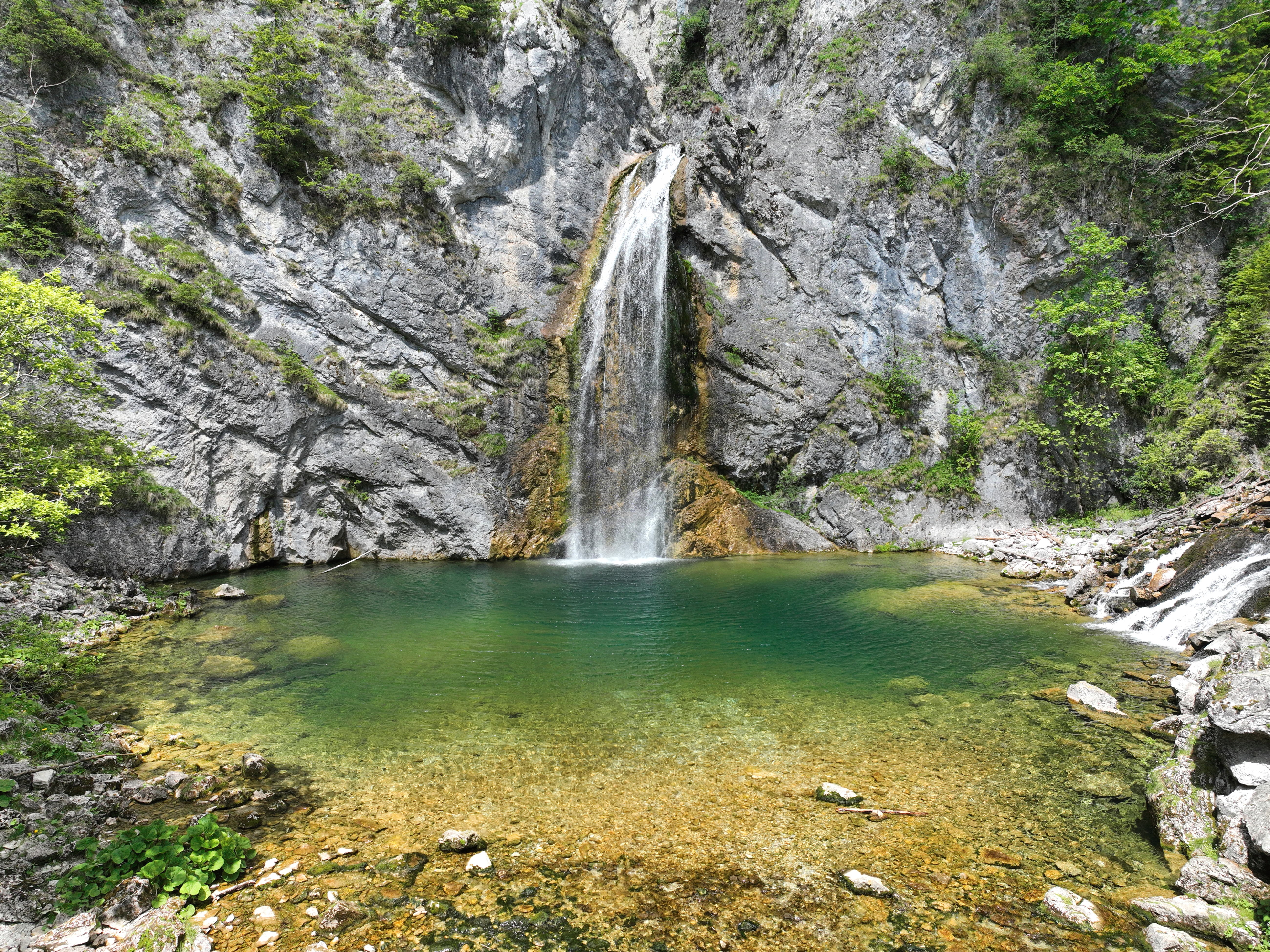
Salza-Wasserfall in St. Martin am Grimming

- Katholische Pfarrkirche St. Martin am Grimming hl. Martin
- Kapelle in Gstatt

## Wirtschaft und Infrastruktur
- Die Gemeinde bildet gemeinsam mit Michaelerberg-Pruggern und Gröbming den Tourismusverband Gröbminger Land. Dessen Sitz ist in Gröbming.[6]
- Salza-Stausee

## Politik
Nach den Gemeinderatswahlen 2025 hat der Gemeinderat folgende Verteilung:
9 SPÖ, 5 ÖVP und 1 FPÖ

### Bürgermeister
- seit 2015 Friedrich Zefferer (SPÖ)[7]

Vizebürgermeisterin ist Julia Karner (SPÖ), Gemeindekassier ist Helmut Griesebner (ÖVP).

### Wappen

Wappen der Vorgängergemeinden
Mitterberg
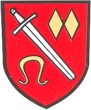
St. Martin am Grimming

Beide Vorgängergemeinden hatten ein Gemeindewappen. Wegen der Gemeindezusammenlegung verloren diese mit 1. Jänner 2015 ihre offizielle Gültigkeit. Die Neuverleihung des Gemeindewappens für die Fusionsgemeinde erfolgte mit Wirkung vom 15. Februar 2015.

Wappenbeschreibung:
„Unter blauem Schildhaupt mit silbernem Dreispitzberg, dessen mittlere Spitze erhöht ist, von Schwarz zu Rot gespalten, rechts aus dem Schildrand wachsend eine nach links gerichtete, mit einer gestielten blauen Lilie belegte silberne Spitze, links über einem goldenen Kesselhaken nach hinten versetzt zwei aneinanderstoßende goldene Rauten; der Spalt belegt mit einem gestürzten silbernen Schwert.“

## Persönlichkeiten

### Ehrenbürger der Gemeinde
- 2018: Johann Stenitzer (1938–2021), Bürgermeister von St. Martin am Grimming 1975–1997[9]